# Bassa-Kontagora jezik
Bassa-Kontagora jezik (ISO 639-3: bsr), gotocvo izumrli nigersko-kongoanski jezik iz Nigerije, kojim je govorilo svega 10 ljudi (1987) od 30 000 etničkih Bassa u nigerijskoj državi Niger, LGA Mariga.
Zajedno s jezicima basa [bzw], basa-gumna [bsl] i basa-gurmana [buj] čine zapadnokainjsku podskupinu basa.

## Vanjske poveznice
- Ethnologue (14th)
- Ethnologue (15th)